# 페트르 체흐
페트르 체흐(체코어: Petr Čech, 1982년 5월 20일, 체코슬로바키아 플젠 ~ )는 체코의 전 축구 선수, 현 아이스하키 선수로, 포지션은 골텐더이다. 현재 내셔널 아이스하키 리그의 길퍼드 피닉스 소속으로 뛰고 있으며, 축구 선수 시절 체코 축구 국가대표팀의 주장이었다.
그는 이전에 빅토리아 플젠, 흐멜 블샤니, 스파르타 프라하, 렌, 첼시, 아스널에서 뛰었었다. UEFA 유로 2004에서 그는 체코가 준결승에 진출하도록 도운 후 대회 올스타팀에 뽑혔다. 또한, UEFA 챔피언스리그에서 2004-05 시즌, 2006-07 시즌, 2007-08 시즌 베스트 골키퍼상을 받았다. 그리고 2006년에는 FIFPro와 UEFA 챔피언스리그 올스타팀에 이름을 올렸다.
또한 그는 체코프로리그의 855분 무실점 기록을 가지고 있으며, 2004-05 시즌에 첼시가 우승할 당시 프리미어리그 25경기 무실점 기록을 가지고 있었고, 그의 이전 클럽인 스파르타 프라하에서 2001-02 시즌 그의 깨지지 않는 기록인 UEFA 챔피언스리그를 포함한 리그 경기를 총 합쳐 928분 동안 실점을 허용하지 않는 기록을 세웠으며, 2004-05 시즌에는 1025분 동안 골을 허용하지 않았다. (이 기록은 2009년 1월 27일 맨체스터 유나이티드의 에드윈 판 데르 사르가 경신했다.)
체흐는 2018-19 시즌 후, 현역 은퇴를 선언하였으며, 친정팀 첼시의 테크니컬 및 퍼포먼스 디렉터로 활동했다.
20-21 시즌 첼시의 비상 골키퍼로 프리미어리그 25인 로스터에 등록됐다.

## 유스 경력
체흐는 그의 고향인 플젠에서 7살의 나이에 축구를 시작했다. 어린 소년이었던 그는 빅토리아 플젠에서 뛰었으며, 어린 시절 큰 키로 인해 스트라이커로서 선수경력을 시작하였다. 체흐가 수비수로 훈련할 당시 골키퍼가 나오지 않아 골키퍼직을 맡았다, 골키퍼 코치는 이 훈련에서 그의 능력을 알아차렸고 그를 골키퍼로 전향시켰다. 14살때 체흐는 180cm에서 16살 때 194cm로 성장하였는데, 키 뿐만이 아니라 골키퍼로서의 재능으로 인하여 그는 주목을 받게 되었고, 17살의 나이에 프로세계에 뛰어들었다.

## 클럽 경력

### 스타드 렌
체흐는 2002년 스파르타 프라하에서 리그 타이틀을 얻지 못했지만 축구 선수로의 그는 좋은 경험을 하였다.

### 첼시

#### 2004-05 시즌
2004년 당시 첼시의 감독인 클라우디오 라니에리가 카를로 쿠디치니의 후보 선수로 그를 영입하였다. 첫 번째 제의가 거절된 후, 스타드 렌은 두 번째 안에 동의 하였다. 체흐는 2004년 여름 이적시장에 7,000,000 파운드의 이적료로 이적하였는데, 5년 계약에 2004년 1월부터 시작되는 계약이었다. 이 이적은 첼시의 역사상 골키퍼 영입에 있어서 가장 큰 액수를 투자한 것이었다.
그의 스타드 렌에서의 이적은 클럽과 계약관계가 성립되지 않은 에이전트인 피니 자하비, 배리 실크먼이 주도하였기 때문에 2007년 6월 전 런던의 경찰청장인 존 스티븐스가 발표한 17건의 부정 이적 계약 사례에 대한 최종 보고서에 같은 첼시 선수인 디디에 드로그바, 마이클 에시엔 등과 함께 포함되었다.
그가 처음 첼시에 왔을 때, 카를로 쿠디치니가 첼시의 주전 수문장이었으나, 조제 모리뉴가 새로운 감독으로 부임한 뒤 카를로 쿠디치니가 프리시즌중 팔꿈치 부상을 당하자, 체흐는 그 시즌에 주전 골키퍼로 자리잡았다. 그는 프리미어리그 데뷔전인 맨체스터 유나이티드와의 경기에서 무실점으로 1-0 승리에 기여하였다.
2005년 3월 5일, 체흐는 1025분 무실점 기록이라는 프리미어리그의 새로운 기록을 만들게 되었다. (이 기록은 2009년 1월 27일 맨체스터 유나이티드의 에드윈 판 데르 사르가 경신했다.) 체흐는 프리미어리그로부터 새로운 기록에 대한 특별한 상을 받게 되었다. 그는 또한 2004-05시즌 말미에 25경기 무실점 경기를 기록하면서 골든글러브상을 받았다.

#### 2005-06 시즌
첼시가 2005-06 시즌에 프리미어리그 타이틀을 다시 획득할 당시에 체흐는 리그에서 단 2경기만을 쉬었고, 첼시는 리그 전체에서 15실점을 허용하였는데 이것 역시 기록이 되었다.
체흐는 2006년 2월 1일, 4년간의 재계약을 하였고, 이후 AC 밀란과 연결되기도 했지만, 2008년에 다시 3년간 계약을 연장했다.

#### 머리 부상
그는 2006-07 프리시즌부터 시작된 오랜 부상을 치료하기 위해 2006년 6월 27일 작은 어깨수술을 받게 되었고, 2006년 8월 27일 복귀하게 되었다.
2006년 10월 14일, 마데이스키 스타디움에서 열린 리그 경기에서 전반 1분 체흐는 레딩의 미드필더인 스티븐 헌트와 페널티지역에서 볼을 경합하게 되었다. 그 과정에서 스티븐 헌트의 무릎은 체흐의 머리를 쳤고, 체흐는 의식불명 상태가 되었다. 그는 즉시 카를로 쿠디치니와 교체되었으나, 그 또한 그 경기에서 부상으로 인하여 의식불명 상태에 빠지게 되었고, 후반전 추가시간에 존 테리가 골키퍼로 나서 경기를 마치게 되었다.
한편, 이후 체흐는 눌린 뼈 복원수술을 하게 되었다. 초기에 부상의 심각성을 몰랐으나, 후에 의사들은 충돌로 인하여 그가 생을 마감할 뻔하였다고 보고하였다. 그는 급성 두통을 겪었고 의사들은 조기복귀가 치명적일 수 있다고 경고하였다. 나중에 조금이나마 말할 수 있게 되었고, 체흐의 아버지는 아들이 1년간 뛰지 못할 것이라 선언하였다.
당시 첼시의 감독이었던 조제 모리뉴는 헌트를 비난하면서
| “ | "아주 끔찍한 순간이었다. 체흐가 살아있는 게 다행일 정도다." | ” |

라고 하였다.
그는 또한 잉글랜드 중남부 응급치료 서비스인 NHS 트러스트와 그 경기의 주심인 마이크 릴리를 비난하였다. 또한 그 사건 이후로 체흐의 두개골은 일반인에 비해 세 배정도 약해지게 되었다. 많은 언론들이 뒤이어 그 말에 동의하였고, 몇몇은 무리뉴의 말을 비난하였다. 하지만 이를 본 전·현직 골키퍼들을 포함한 많은 해설자들은 키퍼들을 위한 더 큰 보호의 필요성을 역설하였다.
병원 치료 후 체흐는 2006년 10월 24일 집으로 돌아오게 되었다. 그 다음주에 그는 약간의 트레이닝을 통해 복귀하였다. 하지만 첼시는 병원에서 두개골 골절로부터의 회복 기간 조언에 따라 그가 3달 이상 결장할 것이라고 알렸다. 그는 첼시 TV와의 인터뷰에서 부상 당시의 기억이 전혀 없다고 말하였다.

#### 복귀
체흐는 2007년 1월 20일 리버풀과의 경기를 통해 복귀한 이후로 모든 경기에서 럭비에서 쓰는 듯한 머리보호대를 착용하였다. 럭비 기구를 전문적으로 만드는 캔터베리 오브 뉴질랜드에서 그의 머리보호대를 만들었고, 충돌로 인해 약해진 그의 머리를 보호하기 위해 추가적으로 플라스틱 중합체를 덧붙였다. 체흐가 머리보호대를 착용한 뒤, 초기에는 주된 축구용품 제조사인 아디다스가 해당 선수가 다른 회사를 홍보하는 것을 불쾌히 여겨 문제가 야기되었으나, 빠르게 가라앉게 되었다. 이후 부상으로부터 상당한 시간이 경과하였음에도 체흐는 일반인에 비해 3배정도 약한 그의 두개골을 보호하기 위해 계속 착용하게 되었다.
비록 그가 복귀한 뒤 팀은 2-0으로 패했지만, 그는 810여분의 무실점 기록을 세웠다. 2007년 4월 11일 체흐는 리그에서 8번의 무실점 선방을 기록하여 그의 경력 사상 첫 번째 프리미어리그 이달의 선수상을 수상하였는데, 골키퍼로서는 2000년에 수상한 팀 플라워즈 이후 처음이었다. 이 기록은 2007년 4월 18일 첼시가 웨스트 햄 유나이티드를 4-1로 이긴 경기에서 카를로스 테베스가 그를 상대로 골을 기록함에 따라 종료되게 되었다.
체흐는 2007년 FA컵 결승에서 맨체스터 유나이티드를 상대로 무실점 기록을 세웠다. 치열한 경기에서 그는 맨체스터 유나이티드 FC의 에드윈 판 데르 사르와 함께 웸블리 경기장에서 처음으로 90분 무실점기록을 수립하는 영광을 공유하게 되었다. 그리고 치열한 경기에서 첼시 FC는 1-0으로 FA컵을 우승하게 되어, 그는 웸블리 경기장에서 승리한 첫 번째 골키퍼가 되었다.

#### 2007-08 시즌
체흐는 버밍엄 시티와의 2007-08 시즌 첫 경기에서 2골을 헌납하며 거친 출발을 시작하였다. 하지만 첼시는 3-2로 승리하며 홈 무패 기록을 이어가게 되었다. 2007년 11월 7일 체흐는 0-0으로 비긴 샬케와의 UEFA 챔피언스리그 경기에서 발목 부상을 당하게 되었다. 이 부상으로 인하여 2007년 12월 23일 블랙번과의 경기에서 그의 엉덩이가 심각한 타박상이 생기기 전까지 약간의 기간 동안 그를 전력에서 제외시켰다.
첼시는 체흐가 조나단 우드게이트의 머리에 맞은 공을 막지 못함에 따라 토트넘과의 풋볼 리그 컵 경기에서 시즌 처음으로 트로피를 놓치게 되었다. 체흐는 홈에서 슈퍼리그 그리스 챔피언 올림피아코스와의 비긴 경기 전날까지 여러 경기를 뛰었지만, 그 경기에서 발목 부상을 당하게 되었다. 몇 주 동안 불운은 뒤따랐다. 체흐는 런던 더비를 이루는 아스날과의 UEFA 챔피언스리그 8강 첫 경기와 두 번째 경기 등 중요한 경기에 결장하였다. 2008년 4월 7일 체흐는 트레이닝 중에 탈 벤 하임과의 우연한 충돌로 턱과 입술의 응급수술을 하게 되었다. 그는 그의 입과 턱에 50바늘을 꿰맸고 부상으로 인해 그 시즌 총 22경기에 결장하였고, 그는 몇 주 안에 그가 필드 위로 돌아오고 싶다고 하였다. 그는 4월 14일 위건과의 1-1로 비긴 경기에서 활동을 재개하였고, 맨체스터 유나이티드와의 UEFA 챔피언스리그 결승전에 출장했고, 승부차기에서 크리스티아누 호날두의 킥을 막았지만 존 테리와 니콜라스 아넬카가 연달아 실축하면서 팀은 준우승에 머물렀다.

#### 2008-09 시즌
체흐는 매력적인 폼으로 2008-09 시즌을 시작하게 되었다. 첼시는 17경기 동안 7골을 허용하였고, 그 중 11경기가 무실점 경기(이 중 10경기가 체흐가 골키퍼로 출장)였다. 2008년 11월 체흐는 스탬퍼드 브리지에서 선덜랜드와의 경기에서 5-0 승리에 기여하며 첼시 FC에서의 100경기 무실점 기록을 세웠으며, UEFA 챔피언스리그에서 유벤투스와의 1-0으로 승리한 경기에서 첼시에서의 200경기 출장을 기록하였다. 또한 그는 빌라 파크에서 애스턴 빌라와의 치열한 경기에서 가브리엘 아그본라호르와 개러스 배리의 슛을 막아내며 1-0 승리에 기여하였고, 1주일 뒤에는 스탬퍼드 브리지에서 위건과의 경기에서 전반전 폴 샤르너의 슛을 막아내며 2-1 승리에 기여하여 첼시가 3위에서 2위로 오르는 데 공헌하였다. 체흐는 포츠머스와 코번트리 시티와의 경기에서 연속 무실점 승리를 기록하며 첼시 FC가 FA컵 준결승에 오르는 동안 팀의 리그 순위를 유지하였고, 앤필드에서 UEFA 챔피언스리그 8강전인 리버풀과의 경기에서 디르크 카위트와 사비 알론소의 슛을 막아내면서 팀의 3-1 승리를 이끌었다.
2009년 4월 볼턴과의 프리미어리그 경기에서 첼시 FC가 4-0으로 완승을 거두려 하자, 감독인 거스 히딩크는 디디에 드로그바와 프랭크 램퍼드를 교체시켜 쉬게 하였고, 이후 볼턴은 3골을 퍼붓게 되었고, 이로 안하여 체흐의 수비력에 의문을 표시하였다. 하지만 체흐는 볼레인 그라운드에서 열린 웨스트 햄 유나이티드와의 경기에서 마크 노블의 페널티킥을 선방하여 1-0 승리를 이끈 뒤, 이어 바르셀로나와의 UEFA 챔피언스리그 4강전 첫 경기를 무실점 선방함으로써 논란을 종식시켰다. 리그 최종전인 스타디움 오브 라이트에서의 선덜랜드와의 경기에서 3-2로 승리하며 첼시는 리그를 통틀어 총 24골을 허용하며, 맨체스터 유나이티드와 함께 시즌 중 가장 짜임새있는 수비를 기록하였다. 비록 체흐는 에버턴과의 FA컵 결승전에서 최단 시간 실점을 기록하였지만, 2-1 승리에 기여하며 팀에서 7번째 트로피를 들어올렸고, 존 테리, 프랭크 램퍼드, 디디에 드로그바와 함께 소속팀의 중추가 되었다.
전 첼시 감독인 루이스 펠리피 스콜라리는 그가 경질된 원인으로 미하엘 발라크, 디디에 드로그바와 함께 체흐를 고발하였고, "그들은 나의 트레이닝 방법과 내 요구를 용납하지 않았다."라고 말하였다. 스콜라리는 또한 그것이 그와 체흐 사이에 골키퍼 코치 선임으로부터 시작되었다고 주장하였다. 이후 체흐는 "스콜라리에 실망했다. 왜냐하면 내 인생을 통틀어 개인 골키퍼 코치를 가진 적이 없기 때문이다."라고 말하며 그 말을 부인하였다.

#### 2009-10 시즌
체흐는 2009-10 시즌을 웸블리 경기장에서 맨체스터 유나이티드 FC를 꺾음으로서 시즌을 상쾌하게 시작하였다. 그 경기에서 첼시 FC는 120분의 정규 시간 동안 2-2 무승부를 기록하였지만, 체흐는 승부차기에서 라이언 긱스와 파트리스 에브라의 슛을 선방하며 팀의 승리를 이끌었다. 체흐는 시즌 시작 6경기동안 득점 리드를 지키게 했고 팀을 프리미어리그 1위에 위치시켰다.
하지만 2009년 9월 26일 위건 애슬레틱 FC의 재빠른 미드필더 우고 로다예가에게 결승골이 된 페널티킥을 허용하고 퇴장당하였다. 이 패배로 팀의 흐름은 끊기게 되었고 한동안 맨체스터 유나이티드 FC에게 선두 자리를 내주게 되었다. 그 후 복귀하여 첼시 FC가 선두로 복귀하는데 중요한 역할을 담당하였으나, 2010년 2월 스타디오 주세페 메아차에서 열린 FC 인테르나치오날레 밀라노와의 UEFA 챔피언스리그 16강 1차전 후반전에 그는 종아리 부상을 당해 엔히케 일라리우와 교체되어 나갔고, 첼시 FC는 그 경기에서 2-1 패배를 당하게 되었다.
2010년 4월 13일 볼턴 원더러스 FC와의 경기에서 체흐는 첼시 FC로 이적한 이후 자신의 100번째 무실점 선방을 기록하였다. 이 시즌에 체흐는 17경기 무실점을 기록하여, 본인의 두 번째 골든 글러브상을 수상했으며, 첼시의 시즌 마지막 경기인 포츠머스와의 FA컵 결승 경기에서 페널티 킥을 막는 등의 활약을 하였다. 그의 활약에 힘입어 첼시는 구단 역사상 최초로 더블을 달성하였다.

#### 2010-11 시즌
체흐는 프리 시즌 동안 종아리 부상을 당했고, 이는 인테르 밀란과의 친선경기에서 재발하였다. 첼시의 대변인은 체흐가 오른쪽 종아리 근육이 찢어져 한 달동안 출장할 수 없을 것이라 하였다. 그는 이어 프리 시즌 동안에는 체흐가 재활에 전념할 것이라 하였다. 체흐는 3주간 결장하게 되었는데, 그 사이 첼시는 커뮤니티 실드에서 맨유에 3-1로 대패하였다. 그는 시작 개막인 8월 14일에 복귀하였고, 무실점을 기록하며 웨스트 브로미치 전 6-0 승리에 기여하였다. 체흐는 이 밖에도 아스널과 애스턴 빌라전에서도 무실점을 기록하였다. 2011년 3월 7일, 블랙풀과의 경기에서 첼시에서의 300번째 경기에 출전하게 되었다. 5월 19일, 체흐는 첼시 올해의 선수상을 최초로 수상하였다.

#### 2011-12 시즌
체흐는 2011-12 시즌 개막 경기부터 출장하게 되었다. 2011년 8월 18일 체흐는 훈련 도중 종아리 부상으로 4주간 결장하게 되었다. 그러나 그는 빠르게 회복하여 3주만에 다시 경기에 나왔다. 그는 첼시의 챔피언스리그 첫 경기인 레버쿠젠전에서 무실점을 기록하였으며, 2월 27일에는 본인의 5번째 체코 올해의 축구 선수상 수상자로 선정되었다. 3월 24일, 토트넘전에서 체흐는 자신의 250번째 프리미어리그 경기에 출전하였다. 체흐는 이후 FA컵 준결승 토트넘전에서 상대방 공격수에게 무리한 태클을 시도하였으나, 다행히도 카드는 면할 수 있었다.
3일 뒤, 챔피언스리그 준결승 바르셀로나와의 경기에서 선방하며 팀의 승리에 공헌하였다. 10명의 선수로 싸운 준결승 2차전에서도 체흐의 선방이 이어졌고, 경기는 2-2 무승부를 기록하며, 첼시는 그들의 2번째 챔피언스리그 결승전에 직행할 수 있었다. 2012 UEFA 챔피언스리그 결승전에서 연장전 아르연 로번의 페널티 킥을 막아내는 선방을 보인 체흐는 승부차기에서도 이비차 올리치의 슛을 막아내는 등의 맹활약을 하였고, 팀은 승부차기 끝에 우승을 차지하였다. 경기 이후 체흐는 팬 선정 최우수 선수로 뽑혔다.

#### 2012-13 시즌
시즌 초에는 레딩과의 홈 경기에서 프리킥을 실수로 실점하는 등의 모습을 보이기도 했으나 이후에는 안정적인 모습을 보이며 수많은 수퍼 세이브를 선보였다. 아스날 전에서는 다비드 루이즈의 발에 빗맞은 공을 쳐내는 엄청난 세이브를 보여주었으며, 토트넘 전에서는 카일 워커의 환상적인 중거리포를 쳐내고, 맨유와의 FA컵에서도 치차리토의 1대1 상황에서 헤딩슛을 골대 위로 쳐내는 엄청난 수퍼 세이브를 보였다. 유로파 결승전에서는 팀이 전반 내내 밀리는 상황에서도 안정적인 모습을 보였다. 이 날 유일한 실점도 페널티킥으로 인한 실점이며 얼마 뒤에 챔피언스리그 결승전에서 페널티킥을 허용한 마누엘 노이어처럼 필드골을 허용하지 않았다. 덕분에 팀은 이바노비치의 결승골로 2-1로 승리하여 작년에 이어 이번해에도 유럽 대항전 우승을 경험하게 되었다.

#### 2013-14 시즌
시즌 초의 바이에른 뮌헨과의 UEFA 슈퍼컵 경기에서는 그야말로 EPL 최고의 골키퍼를 입증하는 경기를 펼쳤다. 뮌헨에 점유율, 유효슈팅 모두가 밀리는 상황에서도 프랑크 리베리의 중거리슛에 실점하긴 했지만 이후 종료 직전 실점 전까지 파상공세를 온몸으로 막아내며 앞선 스코어를 유지했다. 승부차기에서 바이에른 뮌헨에게 5:4로 패했다.
이후 리그에서도 안정적인 모습을 보이며 첼시의 호성적에 크게 기여하고 있는 중이다. 1월 11일 헐 시티와의 21라운드 리그 경기에서 209번째 클린시트를 기록, 첼시 역대 최다 클린시트 기록자가 되었다. 4월 22일 아틀레티코 마드리드 와의 챔피언스 리그 준결승전 1차전에서 부상을 입어 잔여 시즌 경기는 뛰지 못했다.

#### 2014-15 시즌
월드컵에 참여할 수 없었던 그는 쿠르트와의 임대복귀와 약간의 부상으로 인해 좋지 않은 상태로 시즌을 시작하였다. 풋볼 리그컵 결승전에 선발 출장해 우승에 기여했으나, 시즌의 대부분을 티보 쿠르트와에 밀려 벤치에서 보내야 했다.
2014-15 시즌을 끝으로 팀을 떠나 챔피언스리그와 주전이 보장되는 팀을 찾겠다고 밝혔다.

### 아스날
체흐는 지난 6월 29일(한국시각)에 1000만-1100만 파운드 사이의 이적료를 기록하며 아스날로 이적하였다.
그 후, 체흐는 2015년 12월 28일 본머스와의 리그 경기에 출전해 무실점을 기록하였다. 170번째 무실점 경기를 기록한 체흐는 데이비드 제임스(169경기)와 동률이던 EPL 최다 클린시트 기록을 넘어 단독 1위가 됐다.
2004-05 시즌을 앞두고 첼시로 이적하며 EPL에 입성한 체흐는 12시즌만에 대기록을 갱신하였으며, 2015-16 시즌 동안 16경기 무실점을 달성하여 골든 글러브를 수상하였는데 이미 첼시에서 3차례 골든 글러브를 받은 체흐는 이번 수상으로 골든 글러브를 4번이나 받은 골키퍼에 이름을 올렸고, 조 하트(4회)와 함께 최다 골든 글러브 타이기록을 작성했다. 여기에 리그 최초 두 클럽에서 수상하는 골키퍼에 등극했다.
2018-19 시즌에는 레버쿠젠에서 이적해온 베른트 레노랑 주전 경쟁에 앞서 가다가 시즌이 진행하면서 레노에게 주전 자리를 내주었고, 2019년 5월 30일(한국시간 새벽)에 있었던 유로파리그 결승전 경기를 끝으로 현역 은퇴를 선언하였다.

## 국가대표팀 경력
체흐는 U-15 대표팀에서 그의 국가대표 경력을 시작하였고, 2002년 2월 성인 국가대표팀에 데뷔하기 전까지 각급 대표팀을 거치며 매우 좋은 활약을 펼쳤다. 그는 20세에 참가한 2002년 UEFA U-21 축구 선수권 대회 결승전에서 프랑스를 상대로 승부차기에서 승리를 거두며 팀의 영웅으로 등극하며 체코가 청소년 대회에세 처음으로 우승하는데 크게 공헌하였고, 처음으로 국제적인 명성을 얻게 되었다. 그는 UEFA 유로 2004에 참가하여 몇 번의 놀라운 선방을 펼치며 팀이 4강으로 진출하는 데 기여하였으나, 실버골 규정에 의하여 결국 그리스에 패하였다. 그는 '대회 올스타 팀'에 골키퍼 포지션으로 선정되었다.
체코는 독일에서 열린 2006년 FIFA 월드컵 본선 진출을 확정지었고, 가나, 이탈리아, 미국과 함께 E조에 배정되었다. 체코는 미국을 상대로 3-0 승리를 거두었지만 가나와 이탈리아에 2골을 내주며 각각 0-2로 패배하였고, 결국 조 3위에 머물러 16강 토너먼트 진출에 실패하였다.
2007년 10월 17일 체흐는 독일과의 UEFA 유로 2008 D조 예선경기에서 체코의 주장으로 데뷔하였고, 그는 무실점 선방을 기록하며 팀이 3-0으로 승리하여 스위스와 오스트리아가 공동 개최하는 본선 무대에 그들의 이름을 올리는 데 일조하였다. 터키와의 UEFA 유로 2008 조별 예선 마지막 경기에서 체흐는 경기 종료 이전 15분 사이에 3골을 실점하였고, 터키는 2골차로 뒤지고 있던 상황을 극복하고 체코를 제치고 8강 토너먼트에 진출하였다. 특히 체흐는 하미트 알튼토프가 올린 크로스를 잡은 뒤 흘렸고 이를 니하트 카흐베지가 팀의 두 번째 골로 성공시켜 동점 상황을 만들어, 팀의 8강 진출 실패의 주요 원인이 되었다.
터키와의 경기에서의 실수 이후, 체흐는 체코의 UEFA 유로 2008에서의 퇴장의 모든 책임을 떠안았으며 실제로 팀에서 은퇴하는 것까지 고려하였으나, 그는 "앞으로도 오래 체코를 대표하여 활동하고 싶다."고 하였으며, 그의 실수를 만회하고 국가대표의 모든 동료들에게 신뢰를 되찾고 싶다고 하였다.

## 기타
체흐는 같은 국적의 마르티나 체호바(1982년생)와 결혼하였다. 그들은 딸 아델라(2008년 1월 23일생)과 아들 다미안(2009년 6월 16일생)을 슬하에 두고 있다. 마르티나는 체흐가 2007년 풋볼 리그 컵 준결승전 에버턴 FC와의 원정 경기를 앞둔 전날 갑작스레 아델라를 출산할 조짐을 보였고, 체흐는 에서 출산을 준비하고 있는 마르티나에게 당장 달려갈지 여부를 밤새 뒤척이며 갈등하였다. 하지만 마르티나는 체흐에게 에버턴 FC와의 경기에 집중할 것을 당부하였고, 체흐는 그 경기에서 수차례 선방을 보여주며 팀을 승리로 이끌었다. 경기 직후 그는 체코로 서둘러 날아갔지만, 결국 아델라는 에버턴 FC과의 경기 몇 시간 전에 세상에 나와 울음을 터뜨렸다. 체흐는 아델라의 탄생을 지켜보지 못한 것을 가장 슬펐던 기억이라고 말했다.

## 출전 통계
| Club          | Season       | League             | League | League | National cup | National cup | League cup | League cup | Continental | Continental | Other | Other | Total | Total |
| Club          | Season       | Division           | Apps   | Goals  | Apps         | Goals        | Apps       | Goals      | Apps        | Goals       | Apps  | Goals | Apps  | Goals |
| ------------- | ------------ | ------------------ | ------ | ------ | ------------ | ------------ | ---------- | ---------- | ----------- | ----------- | ----- | ----- | ----- | ----- |
| Blšany        | 1999–2000    | Czech First League | 2      | 0      | 1            | 0            | —          | —          | —           | —           | —     | —     | 3     | 0     |
| Blšany        | 2000–01      | Czech First League | 25     | 0      | 0            | 0            | —          | —          | —           | —           | —     | —     | 25    | 0     |
| Blšany        | Total        | Total              | 27     | 0      | 1            | 0            | —          | —          | —           | —           | —     | —     | 28    | 0     |
| Sparta Prague | 2001–02      | Czech First League | 27     | 0      | 3            | 0            | —          | —          | 12          | 0           | —     | —     | 42    | 0     |
| Rennes        | 2002–03      | Ligue 1            | 37     | 0      | 4            | 0            | 0          | 0          | —           | —           | —     | —     | 41    | 0     |
| Rennes        | 2003–04      | Ligue 1            | 33     | 0      | 3            | 0            | 1          | 0          | —           | —           | —     | —     | 37    | 0     |
| Rennes        | Total        | Total              | 70     | 0      | 7            | 0            | 1          | 0          | —           | —           | —     | —     | 78    | 0     |
| Chelsea       | 2004–05      | Premier League     | 35     | 0      | 0            | 0            | 2          | 0          | 11          | 0           | —     | —     | 48    | 0     |
| Chelsea       | 2005–06      | Premier League     | 34     | 0      | 0            | 0            | 0          | 0          | 7           | 0           | 1     | 0     | 42    | 0     |
| Chelsea       | 2006–07      | Premier League     | 20     | 0      | 6            | 0            | 2          | 0          | 8           | 0           | 0     | 0     | 36    | 0     |
| Chelsea       | 2007–08      | Premier League     | 26     | 0      | 1            | 0            | 3          | 0          | 9           | 0           | 1     | 0     | 40    | 0     |
| Chelsea       | 2008–09      | Premier League     | 35     | 0      | 6            | 0            | 1          | 0          | 12          | 0           | —     | —     | 54    | 0     |
| Chelsea       | 2009–10      | Premier League     | 34     | 0      | 2            | 0            | 0          | 0          | 6           | 0           | 1     | 0     | 43    | 0     |
| Chelsea       | 2010–11      | Premier League     | 38     | 0      | 3            | 0            | 0          | 0          | 9           | 0           | 0     | 0     | 50    | 0     |
| Chelsea       | 2011–12      | Premier League     | 34     | 0      | 7            | 0            | 2          | 0          | 13          | 0           | —     | —     | 56    | 0     |
| Chelsea       | 2012–13      | Premier League     | 36     | 0      | 5            | 0            | 3          | 0          | 15          | 0           | 4     | 0     | 63    | 0     |
| Chelsea       | 2013–14      | Premier League     | 34     | 0      | 1            | 0            | 0          | 0          | 10          | 0           | 1     | 0     | 46    | 0     |
| Chelsea       | 2014–15      | Premier League     | 7      | 0      | 2            | 0            | 4          | 0          | 3           | 0           | —     | —     | 16    | 0     |
| Chelsea       | Total        | Total              | 333    | 0      | 33           | 0            | 17         | 0          | 103         | 0           | 8     | 0     | 494   | 0     |
| Arsenal       | 2015–16      | Premier League     | 34     | 0      | 1            | 0            | 1          | 0          | 5           | 0           | 1     | 0     | 42    | 0     |
| Arsenal       | 2016–17      | Premier League     | 35     | 0      | 2            | 0            | 0          | 0          | 0           | 0           | —     | —     | 37    | 0     |
| Arsenal       | 2017–18      | Premier League     | 34     | 0      | 0            | 0            | 0          | 0          | 3           | 0           | 1     | 0     | 38    | 0     |
| Arsenal       | 2018–19      | Premier League     | 7      | 0      | 2            | 0            | 2          | 0          | 11          | 0           | —     | —     | 22    | 0     |
| Arsenal       | Total        | Total              | 110    | 0      | 5            | 0            | 3          | 0          | 19          | 0           | 2     | 0     | 139   | 0     |
| Career total  | Career total | Career total       | 567    | 0      | 49           | 0            | 21         | 0          | 134         | 0           | 10    | 0     | 781   | 0     |

## 수상 내역

#### 첼시
- 프리미어리그 : 2004-05, 2005-06, 2009-10, 2014-15
- FA컵 : 2006-07, 2008-09, 2009-10, 2011-12
- 풋볼 리그 컵 : 2004-05, 2006-07, 2014-15
- FA 커뮤니티 실드 : 2005, 2009
- UEFA 챔피언스리그 : 2011-12
- UEFA 유로파리그 : 2012-13

#### 아스널
- FA 컵 : 2016-17
- FA 커뮤니티 실드 : 2015, 2017

#### 체코
- UEFA U-21 축구 선수권 대회 : 2002

### 개인
- UEFA 올해의 팀 : 2005
- UEFA 클럽 풋볼 어워드 최우수 골키퍼 : 2004-05, 2006-07, 2007-08
- 리그 1 베스트 골키퍼 : 2003-04
- PFA 올해의 팀 : 2004-05, 2013-14
- 프리미어리그 골든 글러브 : 2004-05, 2009-10, 2013-14, 2015-16
- 프리미어리그 이 달의 선수 : 07년 3월
- 체코 올해의 선수 : 2005, 2008, 2009, 2010, 2011, 2012, 2013, 2015, 2016
- 체코 골든볼 : 2005, 2006, 2007, 2008, 2010, 2011, 2012, 2013, 2014, 2016, 2017, 2018
- ESM 올해의 팀 : 2004-05, 2005-06
- ESM 올해의 골키퍼 : 2005, 2007, 2008, 2012
- 첼시 올해의 선수 : 2011
- 얀 마사리크 명예 은장 : 2019
- 프리미어리그 명예의 전당 : 2023

#### 국가대표
- UEFA U-21 축구 선수권 대회 MVP : 2002
- UEFA U-21 축구 선수권 대회 올스타팀 : 2002
- UEFA 유럽 축구 선수권 대회 올스타팀 : 2004

## 같이 보기
- A매치 100경기 이상 출전한 축구 선수 명단